# Upplands runinskrifter 811
Upplands runinskrifter 811 är en runsten vid Hjälsta kyrka, Hjälsta socken, Enköpings kommun i Uppland.

## Runstenen
U 811 står 35 meter sydväst om Hjälsta kyrka, väster om kyrkogårdsmuren och norr om vägen förbi kyrkan. U 812 står ett tiotal meter till öster, och ytterligare ett par resta stenar utan inskrifter står i linje med de bägge runstenarna.
Stenen består av grå granit. Den är 1,70 meter hög och 1,25 meter bred. Den ristade ytan är jämn, linjerna är smala men tydligt och skickligt huggna. Stenen är skadad i toppen och i nedre vänstra delen.

## Inskriften
Translitterering av runraden:
fas(t)...(ʀ) + þuliak × oaʀtþiol × atiurai × fasatiʀ + þaloi + oaʀfsai
Normalisering till runsvenska:
... ... ... ... ... ... ...
Översättning till nusvenska:
...
Inskriften är inte svårläst. Dock har det inte varit möjligt att tolka den, något som förmodligen beror på att den inte har någon språklig mening.Ett försök till tolkning av inskriften finns i Holm 1981: "Fast[ulf]ʀ x [auk] + þuli a[u]k x ? x letu ræisa stæin aftiʀ x þi[a]lfa + fa[þ]ur sin".

## Historia
På 1600-talet beskriver ett antal olika fornforskare att stenen fanns i Hjälstas västra kyrkogårdsmur. 1860 finns den fortfarande kvar där enligt Richard Dybeck, som dessutom förtydligade att den fanns på insidan av  den västra kyrkogårdsmuren. Både U 811 och U 812, som fanns i södra kyrkogårdsmuren, flyttades till det nuvarande området. 1918 beskrivs run- och bautastenarna som kullfallna. 1927 sägs att U 811 lutar bakåt. 1941 hade U 811 fallit omkull men restes åter av Riksantikvarieämbetet.